# تصفيات كأس العالم 2018 – أوروبا المجموعة ج

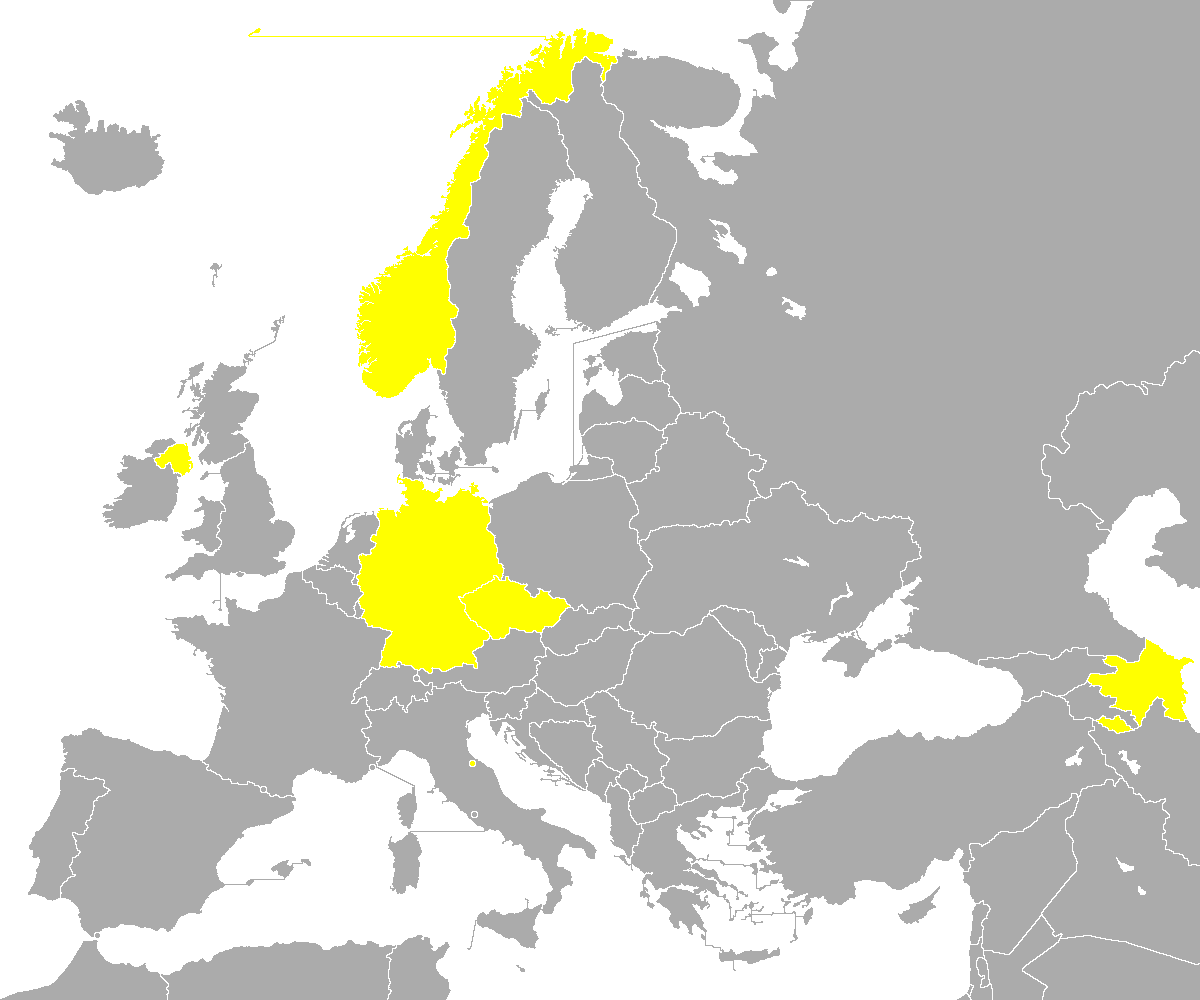
دول مجموعة ج المتأهلة لتصفيات كأس العالم لكرة القدم 2018

تصفيات كأس العالم لكرة القدم 2018 – أوروبا المجموعة ج هي إحدى مجموعات اليويفا التسعة في تصفيات كأس العالم لكرة القدم 2018. تتألف المجموعة من ستة فرق: ألمانيا، جمهورية التشيك، أيرلندا الشمالية، النرويج، أذربيجان، و‌سان مارينو.
فائز المجموعة سوف يتأهل مباشرة إلى كأس العالم لكرة القدم 2018.

## الترتيب
| كسر تعادل تصفيات كأس العالم لكرة القدم 2018 |
| --- |
| في نظام الدوري ذهابًا وإيابًا، يستند ترتيب الفرق في كل مجموعة على المعايير التالية (مادتي اللوائح 20.6 و20.7): 1. النقاط (3 نقاط للفوز، نقطة واحدة للتعادل، لا شيء للخسارة) 2. فارق الأهداف 3. الأهداف المسجلة 4. النقاط في المباريات بين الفرق المتعادلة 5. فارق الأهداف في المباريات بين الفرق المتعادلة 6. الأهداف المسجلة في المباريات بين الفرق المتعادلة 7. الأهداف الخارجية المسجلة في المباريات بين الفرق المتعادلة (إذا كان التعادل هو فقط بين فريقين) 8. نقاط اللعب النظيف - بطاقة صفراء واحدة: ناقص نقطة - بطاقة حمراء غير مباشرة (بطاقة صفراء ثانية): ناقص 3 نقطة - بطاقة حمراء مباشرة: ناقص 4 نقاط - بطاقة صفراء ثم بطاقة حمراء مباشرة: ناقص 5 نقاط 9. وضع قرعة من قبل لجنة الفيفا المنظمة |

| م | الفريق           | لعب | ف  | ت | خ  | أ.له | أ.ع | أ.ف | نقاط | التأهل                             |     |     |     |     |     |     |     |
| - | ---------------- | --- | -- | - | -- | ---- | --- | --- | ---- | ---------------------------------- | --- | --- | --- | --- | --- | --- | --- |
| 1 | ألمانيا          | 10  | 10 | 0 | 0  | 43   | 4   | +39 | 30   | التأهل لكأس العالم لكرة القدم 2018 |     | —   | 2–0 | 3–0 | 6–0 | 5–1 | 7–0 |
| 2 | أيرلندا الشمالية | 10  | 6  | 1 | 3  | 17   | 6   | +11 | 19   | التقدم للمرحلة الثانية             |     | 1–3 | —   | 2–0 | 2–0 | 4–0 | 4–0 |
| 3 | جمهورية التشيك   | 10  | 4  | 3 | 3  | 17   | 10  | +7  | 15   |                                    |     | 1–2 | 0–0 | —   | 2–1 | 0–0 | 5–0 |
| 4 | النرويج          | 10  | 4  | 1 | 5  | 17   | 16  | +1  | 13   |                                    | 0–3 | 1–0 | 1–1 | —   | 2–0 | 4–1 |     |
| 5 | أذربيجان         | 10  | 3  | 1 | 6  | 10   | 19  | −9  | 10   |                                    | 1–4 | 0–1 | 1–2 | 1–0 | —   | 5–1 |     |
| 6 | سان مارينو       | 10  | 0  | 0 | 10 | 2    | 51  | −49 | 0    |                                    | 0–8 | 0–3 | 0–6 | 0–8 | 0–1 | —   |     |

## المباريات
| سان مارينو | 0–1                       | أذربيجان            |
| ---------- | ------------------------- | ------------------- |
|            | تقرير (FIFA) تقرير (UEFA) | - رسلان قربانوف 45' |

| جمهورية التشيك | 0–0                       | أيرلندا الشمالية |
| -------------- | ------------------------- | ---------------- |
|                | تقرير (FIFA) تقرير (UEFA) |                  |

| النرويج | 0–3                       | ألمانيا                                 |
| ------- | ------------------------- | --------------------------------------- |
|         | تقرير (FIFA) تقرير (UEFA) | - توماس مولر 16'، 60' - جوشوا كيميش 45' |

| أذربيجان              | 1–0                       | النرويج |
| --------------------- | ------------------------- | ------- |
| - ماكسيم ميدفيديف 11' | تقرير (FIFA) تقرير (UEFA) |         |

| ألمانيا                               | 3–0                       | جمهورية التشيك |
| ------------------------------------- | ------------------------- | -------------- |
| - توماس مولر 13'، 65' - توني كروس 49' | تقرير (FIFA) تقرير (UEFA) |                |

| أيرلندا الشمالية                                                   | 4–0                       | سان مارينو |
| ------------------------------------------------------------------ | ------------------------- | ---------- |
| - ستيفن ديفيس 26' (ركلة.) - كايل لافرتي 79'، 90+4' - جيمي وارد 85' | تقرير (FIFA) تقرير (UEFA) |            |

| جمهورية التشيك | 0–0                       | أذربيجان |
| -------------- | ------------------------- | -------- |
|                | تقرير (FIFA) تقرير (UEFA) |          |

| ألمانيا                               | 2–0                       | أيرلندا الشمالية |
| ------------------------------------- | ------------------------- | ---------------- |
| - يوليان دراكسلر 13' - سامي خضيرة 17' | تقرير (FIFA) تقرير (UEFA) |                  |

| النرويج                                                                                    | 4–1                       | سان مارينو            |
| ------------------------------------------------------------------------------------------ | ------------------------- | --------------------- |
| - دافيدي سيمونتشيني 12' (ه.ذ.) - أداما ديوماندي 77' - مارتين سامويلسن 82' - جوشوا كينغ 83' | تقرير (FIFA) تقرير (UEFA) | - ماتيا ستيفانيلي 54' |

| جمهورية التشيك              | 2–1                       | النرويج          |
| --------------------------- | ------------------------- | ---------------- |
| - Krmenčík 11' - Zmrhal 47' | تقرير (FIFA) تقرير (UEFA) | - جوشوا كينغ 87' |

| أيرلندا الشمالية                                                             | 4–0                       | أذربيجان |
| ---------------------------------------------------------------------------- | ------------------------- | -------- |
| - كايل لافرتي 27' - غاريث ماكاولي 40' - كونور ماكلاولين 66' - كريس برانت 83' | تقرير (FIFA) تقرير (UEFA) |          |

| سان مارينو | 0–8                       | ألمانيا |
| ---------- | ------------------------- | --- |
|            | تقرير (FIFA) تقرير (UEFA) | - سامي خضيرة 7' - سيرج نابري 9'، 58'، 76' - يوناس هكتور 32'، 65' - ماتيا ستيفانيلي 82' (ه.ذ.) - كيفن فولاند 85' |

| أذربيجان              | 1–4                       | ألمانيا                                                    |
| --------------------- | ------------------------- | ---------------------------------------------------------- |
| - ديميتري نازاروف 31' | تقرير (FIFA) تقرير (UEFA) | - أندريه شورله 19'، 81' - توماس مولر 36' - ماريو غوميز 45' |

| سان مارينو | 0–6                       | جمهورية التشيك                                                                                       |
| ---------- | ------------------------- | --- |
|            | تقرير (FIFA) تقرير (UEFA) | - أنتونين باراك 17'، 24' - فلاديمير داريدا 19'، 77' (ركلة.) - تيودور غيبري سيلاسي 26' - Krmenčík 43' |

| أيرلندا الشمالية                   | 2–0                       | النرويج |
| ---------------------------------- | ------------------------- | ------- |
| - جيمي وارد 2' - كونر واشينغتن 33' | تقرير (FIFA) تقرير (UEFA) |         |

| أذربيجان | 0–1                       | أيرلندا الشمالية     |
| -------- | ------------------------- | -------------------- |
|          | تقرير (FIFA) تقرير (UEFA) | - ستوارت دالاس 90+2' |

| ألمانيا                                                                                                  | 7–0                       | سان مارينو |
| --- | ------------------------- | ---------- |
| - يوليان دراكسلر 11' - ساندرو فاغنر 16'، 29'، 85' - أمين يونس 38' - شكودران مصطفي 47' - يوليان برانت 72' | تقرير (FIFA) تقرير (UEFA) |            |

| النرويج                 | 1–1                       | جمهورية التشيك            |
| ----------------------- | ------------------------- | ------------------------- |
| - Søderlund 55' (ركلة.) | تقرير (FIFA) تقرير (UEFA) | - تيودور غيبري سيلاسي 36' |

| جمهورية التشيك        | 1–2                       | ألمانيا                           |
| --------------------- | ------------------------- | --------------------------------- |
| - فلاديمير داريدا 78' | تقرير (FIFA) تقرير (UEFA) | - تيمور فيرنر 4' - ماتس هوملز 88' |

| النرويج                                           | 2–0                       | أذربيجان |
| ------------------------------------------------- | ------------------------- | -------- |
| - جوشوا كينغ 31' (ركلة.) - رشاد صادقوف 60' (ه.ذ.) | تقرير (FIFA) تقرير (UEFA) |          |

| سان مارينو | 0–3                       | أيرلندا الشمالية                                 |
| ---------- | ------------------------- | ------------------------------------------------ |
|            | تقرير (FIFA) تقرير (UEFA) | - جوش ماغينيس 70'، 75' - ستيفن ديفيس 78' (ركلة.) |

| أذربيجان                                                                            | 5–1                       | سان مارينو  |
| ----------------------------------------------------------------------------------- | ------------------------- | ----------- |
| افران إسماعيلوف 20'، 57' · أراز عبدولاييف 24' · Cevoli 71' (ه.ذ.) · رشاد صادقوف 81' | تقرير (FIFA) تقرير (UEFA) | Palazzi 74' |

| ألمانيا                                                                                            | 6–0                       | النرويج |
| -------------------------------------------------------------------------------------------------- | ------------------------- | ------- |
| - مسعود أوزيل 10' - يوليان دراكسلر 17' - تيمو فيرنر 21'، 40' - ليون غوريتزكا 50' - ماريو غوميز 79' | تقرير (FIFA) تقرير (UEFA) |         |

| أيرلندا الشمالية                   | 2–0                       | جمهورية التشيك |
| ---------------------------------- | ------------------------- | -------------- |
| - جوني إيفانز 28' - كريس برانت 41' | تقرير (FIFA) تقرير (UEFA) |                |

| أذربيجان | ضد                        | جمهورية التشيك |
| -------- | ------------------------- | -------------- |
|          | تقرير (FIFA) تقرير (UEFA) |                |

| أيرلندا الشمالية | ضد                        | ألمانيا |
| ---------------- | ------------------------- | ------- |
|                  | تقرير (FIFA) تقرير (UEFA) |         |

| سان مارينو | ضد                        | النرويج |
| ---------- | ------------------------- | ------- |
|            | تقرير (FIFA) تقرير (UEFA) |         |

| جمهورية التشيك | ضد                        | سان مارينو |
| -------------- | ------------------------- | ---------- |
|                | تقرير (FIFA) تقرير (UEFA) |            |

| ألمانيا | ضد                        | أذربيجان |
| ------- | ------------------------- | -------- |
|         | تقرير (FIFA) تقرير (UEFA) |          |

| النرويج | ضد                        | أيرلندا الشمالية |
| ------- | ------------------------- | ---------------- |
|         | تقرير (FIFA) تقرير (UEFA) |                  |

## وصلات خارجية
- Official FIFA World Cup website

  - Qualifiers – Europe: Round 1, FIFA.com
- FIFA World Cup, UEFA.com
  - Standings – Qualifying round: Group C, UEFA.com